# AI Song Contest 2023
L'AI Song Contest 2023 (en Neerlandès AI Songfestival) ha estat la quarta edició del festival AI Song Contest. Aquesta edició ha estat la primera a traspassar pantalles ja que s'ha celebrat de forma presencial, les entrades van costar 10 euros (gratuïtes pels estudiants), amb opció de seguir l'emissió en directe a través de RTVE Play per 5 euros.
La ciutat escollida per rebre els finalistes i disputar la final del format ha estat La Corunya, municipi i ciutat situada al nord-oest de Galícia. El grup gallec PAMP! va resultar finalista de l'AI Song Contest 2022 (la tercera edició del format) amb el seu tema Al-Lalelo i, per tant, van quedar representats com a grup amfitrió. D'altra banda, s'ha considerat que La Corunya ja és una ciutat "polo" en Inteligencia Artificial.
Aquesta edició ha estat patrocinada per: El govern d'Espanya, Xunta de Galícia, Centre de Supercomputació de Galícia i Clúster TIC Galícia. L'esdeveniment està produït per: Studio Follow i Miraveo. També compta amb el suport de: Cidade das TIC, Amsterdam Music Lab, Infinite Album, Afundación, CiTIUS, DIHGIGAL, Balidea, DataSpartan, Dinahosting, AGASOL i Consello da Cultura Galega. També té el suport del CITIC, AIHUB CSIC, Goldsmiths University of London, OdiseIA, Microsoft i I3D TECH. Renfe és el transport oficial i Eurostars Hoteles és l'allotjament associat.

## Programació

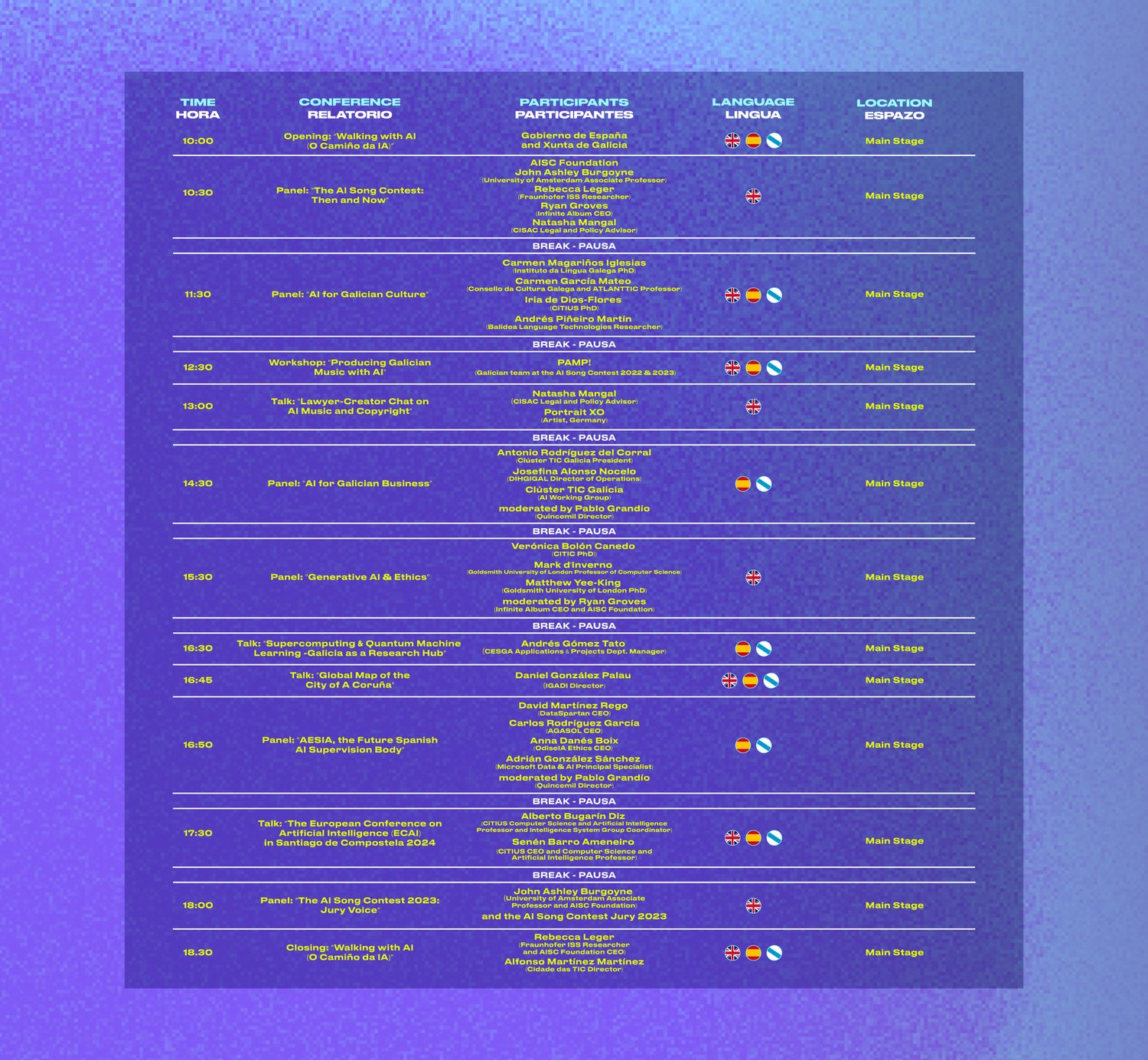
Programació de l'AI Song Contest 2023

L'AI Song Contest 2023 ha combinat diverses activitats juntament amb el concurs. Per exemple, la celebració de l'AI & Creation Day, una jornada celebrada el 4 de novembre de 2023 al CSA Cidade das TIC, a La Corunya. Aquest conjunt d'activitats s'orienta vers el món de les IA i les tradicions gallegues. Ha comptat amb panells de discussió ("The AI Song Contest: Then and Now, "AI for Galician Culture", "Generative AI & Ethics"...) xerrades ("Lawyer-Creator Chat on AI Music and Copyright, "Global Map of the City of A Coruña"...) i tallers (Producing Galician Music with AI).
Aquestes activitats han gaudit de la participació de professionals del sector i entitats com ara el Govern d'Espanya o la Xunta de Galicia. A més, s'han pogut dur a terme les activitats en diversos idiomes: anglès, castellà i gallec. Com a novetat d'aquesta edició, el jurat també ha participat en l'AI & Creation Day, aportant opinions sobre el panorama de la IA i l'impacte d'aquestes en els processos creatius.
Pel que fa a la final del concurs, va ser presentada per Neves Rodríguez, Belén Rivero i Ricardo Saaverda i aquests van combinar l'anglès, el gallec i el castellà. El públic va poder gaudir d'actuacions en directe, com ara un grup de ball tradicional gallec, el grup PAMP!, o el grup d'electro-pop emergent Lontreira. També connexions amb els participants, afterparty i l'anunciament del guanyador.

## Finalistes
La final de l'AI Song Contest 2023 ha comptat amb 10 finalistes, grups formats per músics, creadors, productors, enginyers, investigadors i desenvolupadors. d'arreu del món, incloent-hi Alemanya, Canadà, Espanya, Estats Units, Galícia, Índia, Països Baixos, Portugal, Regne Unit i Suècia.
| Artista(es)                                      | Cançó                                                           | Països participants |
| ------------------------------------------------ | --------------------------------------------------------------- | ------------------- |
| Synthetic Beat Brigade                           | How would you touch me?                                         | Països Baixos       |
| Auditory Virtual Observatory                     | Spectral Gymnopédie                                             | Espanya             |
| DADABOTS                                         | Bandschleifer                                                   | Estats Units        |
| Berfoed                                          | Revisit to the observatory                                      | Suècia              |
| DJ Swami                                         | Synthetic Love                                                  | Regne Unit          |
| Carmel Freeman                                   | Reebot                                                          | Països Baixos       |
| PAMP! ft Ana Kiro                                | Florespiña                                                      | Espanya             |
| Ceremony Shadows                                 | Holy Water                                                      | Estats Units        |
| HEL9000                                          | The Metal is too important for me to allow you to jeopardize it | Regne Unit          |
| Kemi Sulola, Harriet Raynor and Rebel Algorithms | VTGO (Vertigo)                                                  | Regne Unit          |

Synthetic Beat Brigade ha resultat el grup guanyador de la quarta edició amb la seva cançó How would you touch me. D'altra banda, el grup PAMP! va ser guardonat amb el Trofeu del Públic amb la seva cançó Florespiña i va quedar en tercera posició empatant amb Kemi Sulola, Harriet Raynor i Rebel Algorithms amb la cançó VTGO.

## Format
L'AI Song Contest 2023 ha mantingut el format de les edicions anteriors. Prenent inspiració del festival de la cançó d'Eurovisió, l'AI Song Contest funciona amb un sistema de votació que combina l'opinió d'un jurat professional del sector i els gustos del públic interessat en el concurs.
Candidats d'arreu del món publiquen les seves propostes i el jurat selecciona les més adients per a formar part del concurs. La quarta edició ha comptat amb 35 participants. Posteriorment, totes les propostes son publicades a la web oficial del concurs (aisongcontest.com) on el públic pot escoltar les cançons i votar per la seva preferida. Amb aquests vots, quedaran determinats els 10 finalistes que participaran en la gran final del concurs.
La candidatura amb més vots per part del públic guanya el Trofeu del Públic i el guanyador del concurs queda determinat per una combinació dels vots del públic (50%) amb els del jurat (50%).